# آستین‌در سفلی
آستین‌در سفلی (آستین‌در پایین) روستایی از توابع بخش کوهین شهرستان قزوین در استان قزوین ایران است.

## جمعیت
این روستا در دهستان ایلات قاقازان غربی قرار دارد و براساس سرشماری مرکز آمار ایران در سال ۱۳۹۰، جمعیت آن ۳۹ نفر (۱۲ خانوار) بوده است.